# Eleotris sandwicensis
Eleotris sandwicensis is een  straalvinnige vissensoort uit de familie van slaapgrondels (Eleotridae). De wetenschappelijke naam van de soort is voor het eerst geldig gepubliceerd in 1875 door Vaillant & Sauvage.
De soort staat op de Rode Lijst van de IUCN als Onzeker, beoordelingsjaar 1996.